# Aussichtsturm Behmshöhe
Der Aussichtsturm Behmshöhe, auch in der Schreibweise „Behms Höhe“, ist ein Aussichtsturm im Nemerower Holz bei Neubrandenburg. Mit seinen 34 Metern Höhe überragt der auf einer steil zum Tollensesee abfallenden Geschiebemergelklippe errichtete Backsteinturm den Seespiegel um 42 Meter. Anhöhe und Turm sind nach dem Neubrandenburger Bürgermeister Erasmus Behm (1596–1631) benannt, der während des Dreißigjährigen Krieges bei der Eroberung der Stadt Neubrandenburg durch Truppen unter General Tilly getötet wurde.
Der nördliche Teil des Nemerower Holzes mit dem Kurhaus Augustabad hatte sich im 19. Jahrhundert zu einem beliebten Ausflugsziel für Neubrandenburger und Besucher von außerhalb entwickelt. Auf Initiative des Vereins zur Hebung des Fremdenverkehrs wurde 1897 vom Stadtrat die Errichtung eines Aussichtsturms als Anziehungspunkt für den zunehmenden Tourismus beschlossen. Die Finanzierung erfolgte durch private Spenden und Geldsammlungen auf zu diesem Zweck organisierten Volksfesten. Projektiert wurde der Turm vom Architekten Fehmer. Am 8. und 9. Juni 1905 wurde er mit einem Fest eingeweiht.
Nach dem Ende des Zweiten Weltkriegs wurde die hölzerne Treppe als Feuerholz abgetragen. Mit der Errichtung eines militärischen Sperrgebietes im Nemerower Holz war der Turm nicht mehr zugänglich und begann zu verfallen. Nach der Wende wurde das Sperrgebiet aufgehoben. Der seit 1992 auf der Liste der Baudenkmale in Neubrandenburg stehende Turm wurde bis 1995 restauriert und ist seitdem wieder geöffnet.
Saisonal steht der Turm zwischen dem 8. April und dem 14. November von 9 bis 18 Uhr Besuchern offen.

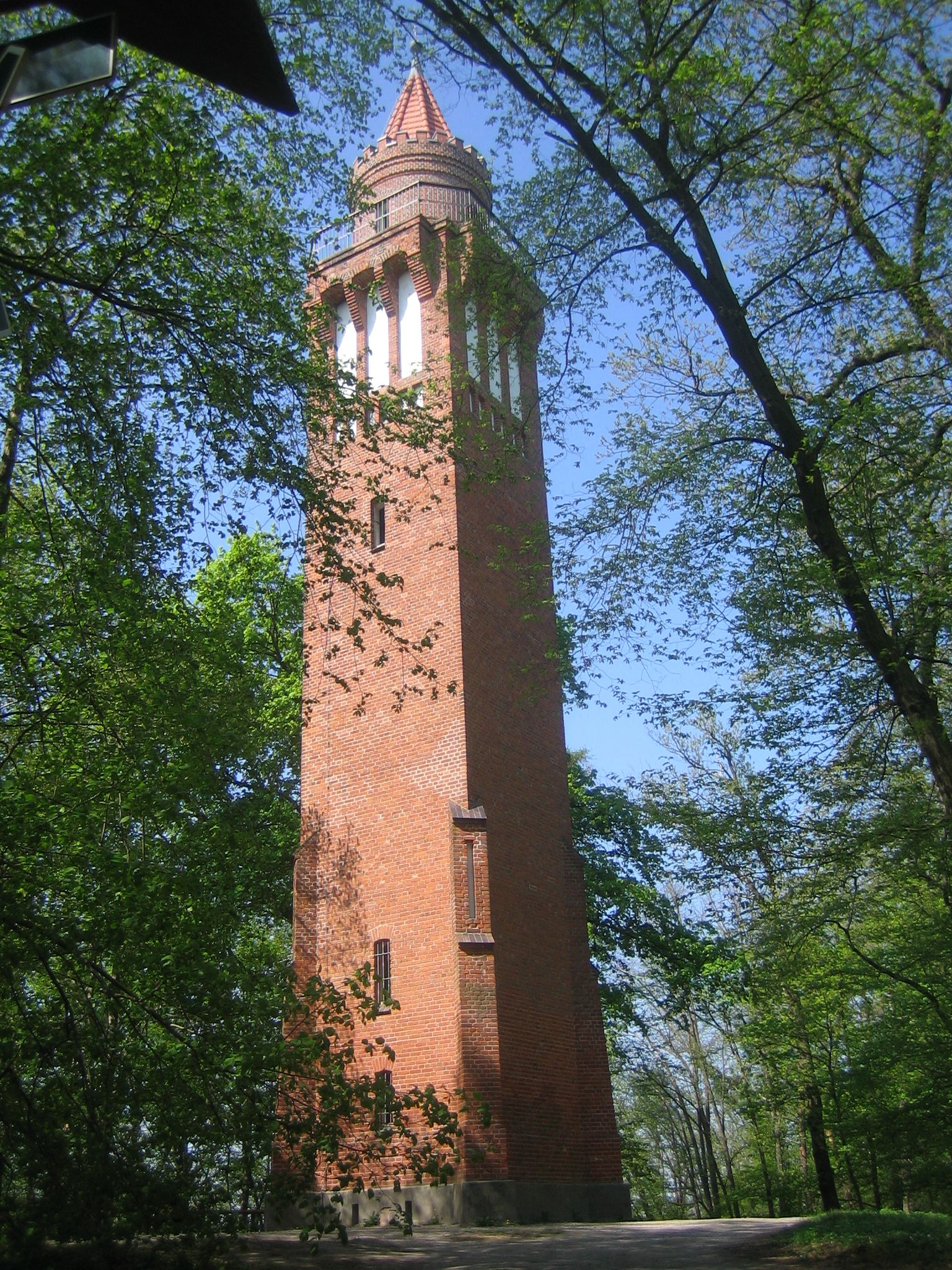
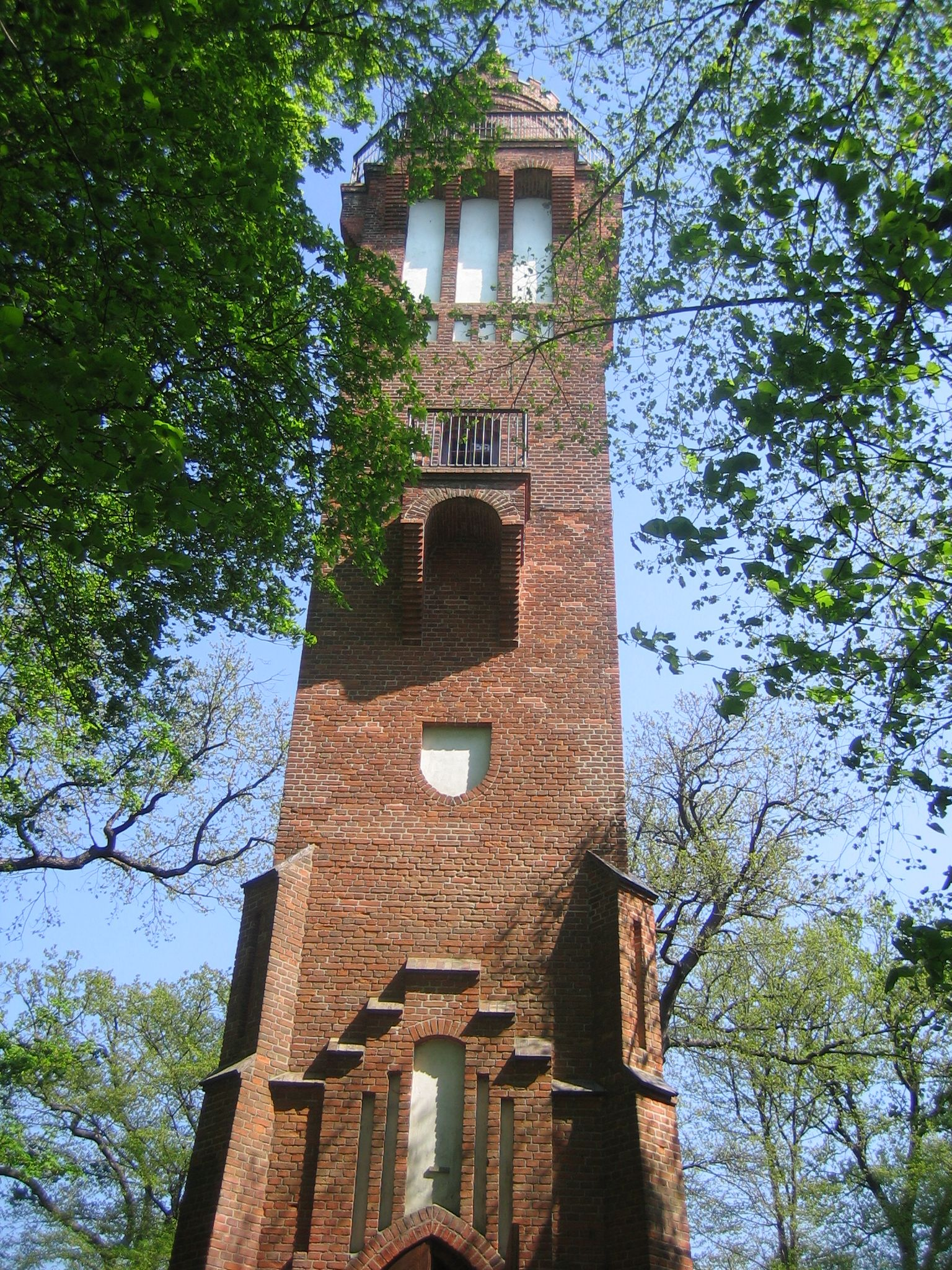
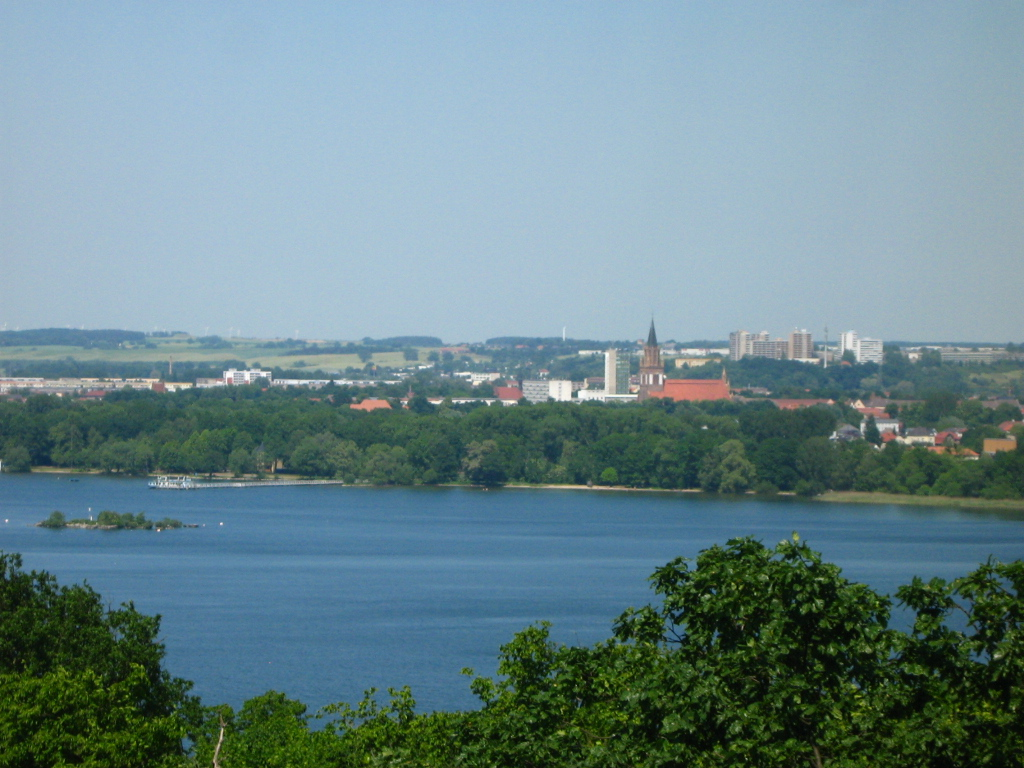
Ausblick auf Neubrandenburg und die Torpedoinsel
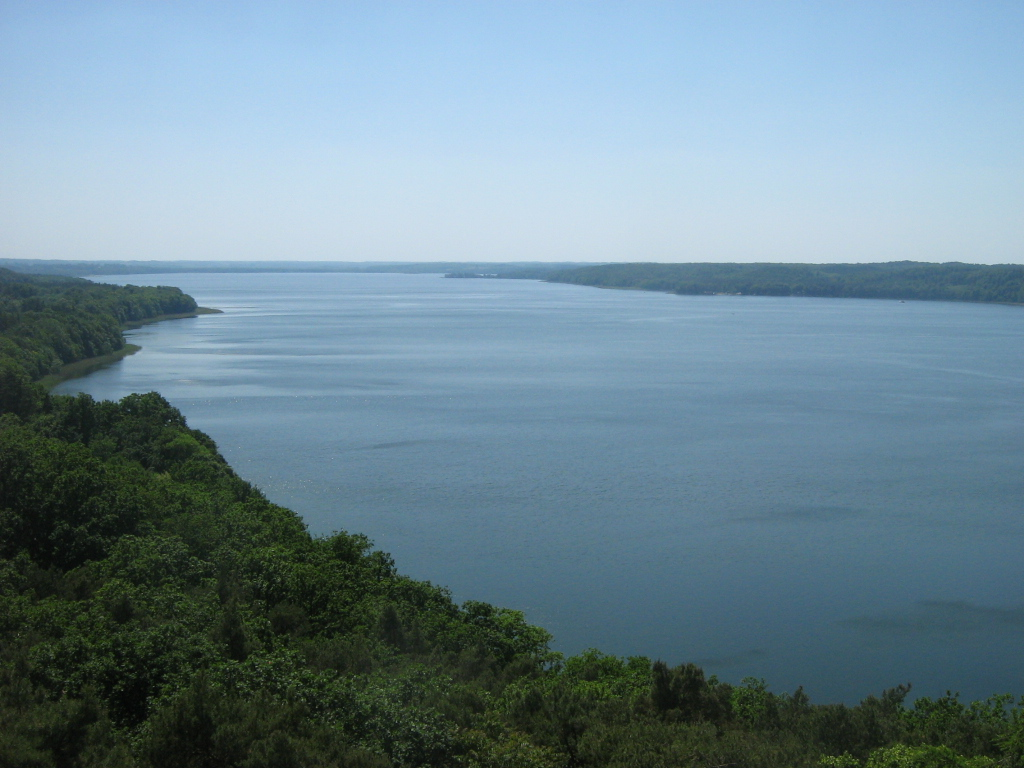
Blick auf den Tollensesee Richtung Süden